# South River (Ontario)

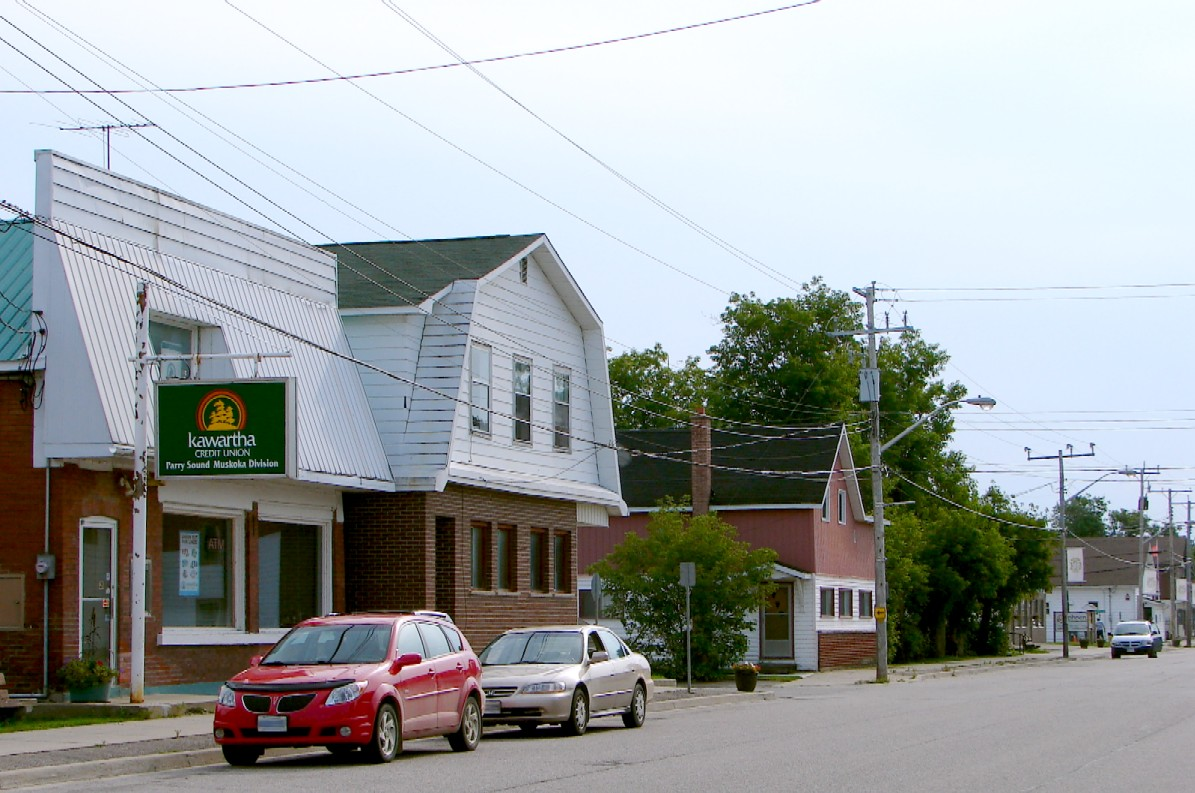
Vecindario de South River.

South River es un pueblo ubicado sobre la en Autopista 11, cerca del Parque Algonquin en el distrito de Parry Sound, en el estado de Ontario, Canadá. Está a 30 minutos, en auto, al sur de la North Bay (Bahía Norte), o hacia el norte a tres horas de Toronto. South River pretende ser la segunda entrada más popular de acceso al Parque Algonquin.
La estación ferroviaria de South River, tiene seis servicios semanales de la Northlander.